# American Idol
American Idol: The Search for a Superstar, noto universalmente come American Idol e negli Stati Uniti d'America solo come Idol, è un talent show statunitense in onda dal 2002, che consiste in una competizione canora fra concorrenti, scelti per mezzo di audizioni e selezioni effettuate da tre giudici e, solamente nelle fasi finali, dal pubblico tramite televoto.
Lo spettacolo è stato creato da Simon Fuller (manager delle Spice Girls e S Club 7), è prodotto da Bruce Gowers, Nigel Lythgoe (ideatore e giurato di So you Think you Can Dance) e Ken Warwick ed è diretto da Gowers. Trasmesso da Fox, fino alla quindicesima stagione ma il 9 maggio 2017, durante il programma Good Morning America, è stato annunciato che la sedicesima stagione sarebbe andata in onda nel 2018 sulla ABC.
È uno dei programmi più seguiti negli Stati Uniti in assoluto: nella finale di stagione del 2008 i voti arrivati ai due finalisti sono stati circa 97 milioni, mentre nella finale della stagione 2009 i voti registrati sono stati circa 100 milioni.

## Giudici e presentatori
| American Idol                                         |                       |
|                                                       |                       |
| Finalisti di American Idol (con data di eliminazione) |                       |
| Stagione 1 (2002)                                     |                       |
| 1) Kelly Clarkson                                     | Vincitore             |
| 2) Justin Guarini                                     | 4 settembre           |
| 3) Nikki McKibbin                                     | 28 agosto             |
| 4) Tamyra Gray                                        | 21 agosto             |
| 5) RJ Helton                                          | 14 agosto             |
| 6) Christina Christian                                | 7 agosto              |
| 7) Ryan Starr                                         | 31 luglio             |
| 8) A.J. Gil                                           | 24 luglio             |
| 9) Jim Verraros                                       | 17 luglio             |
| 10) EJay Day                                          | 17 luglio             |
| Stagione 2 (2003)                                     |                       |
| 1) Ruben Studdard                                     | Vincitore             |
| 2) Clay Aiken                                         | 28 maggio             |
| 3) Kimberley Locke                                    | 14 maggio             |
| 4) Joshua Gracin                                      | 7 maggio              |
| 5) Trenyce                                            | 30 aprile             |
| 6) Carmen Rasmusen                                    | 23 aprile             |
| 7) Kimberly Caldwell                                  | 16 aprile             |
| 8) Rickey Smith                                       | 9 aprile              |
| 9) Corey Clark                                        | Squalificato 2 aprile |
| 10) Julia DeMato                                      | 26 marzo              |
| 11) Charles Grigsby                                   | 19 marzo              |
| 12) Vanessa Olivarez                                  | 12 marzo              |
| Stagione 3 (2004)                                     |                       |
| 1) Fantasia Barrino                                   | Vincitore             |
| 2) Diana DeGarmo                                      | 26 maggio             |
| 3) Jasmine Trias                                      | 19 maggio             |
| 4) LaToya London                                      | 12 maggio             |
| 5) George Huff                                        | 5 maggio              |
| 6) John Stevens                                       | 28 aprile             |
| 7) Jennifer Hudson                                    | 21 aprile             |
| 8) Jon Peter Lewis                                    | 15 aprile             |
| 9) Camile Velasco                                     | 7 aprile              |
| 10) Amy Adams                                         | 31 marzo              |
| 11) Matthew Rogers                                    | 24 marzo              |
| 12) Leah LaBelle                                      | 17 marzo              |
| Stagione 4 (2005)                                     |                       |
| 1) Carrie Underwood                                   | Vincitore             |
| 2) Bo Bice                                            | 25 maggio             |
| 3) Vonzell Solomon                                    | 18 maggio             |
| 4) Anthony Fedorov                                    | 11 maggio             |
| 5) Scott Savol                                        | 4 maggio              |
| 6) Constantine Maroulis                               | 27 aprile             |
| 7) Anwar Robinson                                     | 20 aprile             |
| 8) Nadia Turner                                       | 13 aprile             |
| 9) Nikko Smith                                        | 6 aprile              |
| 10) Jessica Sierra                                    | 30 marzo              |
| 11) Mikalah Gordon                                    | 24 marzo              |
| 12) Lindsey Cardinale                                 | 16 marzo              |
| Stagione 5 (2006)                                     |                       |
| 1) Taylor Hicks                                       | Vincitore             |
| 2) Katharine McPhee                                   | 24 maggio             |
| 3) Elliott Yamin                                      | 17 maggio             |
| 4) Chris Daughtry                                     | 10 maggio             |
| 5) Paris Bennett                                      | 3 maggio              |
| 6) Kellie Pickler                                     | 26 aprile             |
| 7) Ace Young                                          | 19 aprile             |
| 8) Bucky Covington                                    | 12 aprile             |
| 9) Mandisa Hundley                                    | 5 aprile              |
| 10) Lisa Tucker                                       | 29 marzo              |
| 11) Kevin Covais                                      | 22 marzo              |
| 12) Melissa McGhee                                    | 15 marzo              |
| Stagione 6 (2007)                                     |                       |
| 1) Jordin Sparks                                      | Vincitore             |
| 2) Blake Lewis                                        | 23 maggio             |
| 3) Melinda Doolittle                                  | 16 maggio             |
| 4) LaKisha Jones                                      | 9 maggio              |
| 5) Chris Richardson                                   | 2 maggio              |
| 6) Phil Stacey                                        | 2 maggio              |
| 7) Sanjaya Malakar                                    | 18 maggio             |
| 8) Haley Scarnato                                     | 11 aprile             |
| 9) Gina Glocksen                                      | 4 aprile              |
| 10) Chris Sligh                                       | 28 marzo              |
| 11) Stephanie Edwards                                 | 21 marzo              |
| 12) Brandon Rogers                                    | 14 maggio             |
| Stagione 7 (2008)                                     |                       |
| 1) David Cook                                         | Vincitore             |
| 2) David Archuleta                                    | 21 maggio             |
| 3) Syesha Mercado                                     | 14 maggio             |
| 4) Jason Castro                                       | 7 maggio              |
| 5) Brooke White                                       | 30 aprile             |
| 6) Carly Smithson                                     | 23 aprile             |
| 7) Kristy Lee Cook                                    | 16 aprile             |
| 8) Michael Johns                                      | 10 aprile             |
| 9) Ramiele Malubay                                    | 2 aprile              |
| 10) Chikezie                                          | 26 marzo              |
| 11) Amanda Overmyer                                   | 19 marzo              |
| 12) David Hernandez                                   | 12 marzo              |
| Stagione 8 (2009)                                     |                       |
| 1) Kris Allen                                         | Vincitore             |
| 2) Adam Lambert                                       | 20 maggio             |
| 3) Danny Gokey                                        | 13 maggio             |
| 4) Allison Iraheta                                    | 6 maggio              |
| 5) Matt Giraud                                        | 29 aprile             |
| 6) Anoop Desai                                        | 22 aprile             |
| 7) Lil Rounds                                         | 22 aprile             |
| 8) Scott MacIntyre                                    | 8 aprile              |
| 9) Megan Joy                                          | 1º aprile             |
| 10) Michael Sarver                                    | 26 marzo              |
| 11) Alexis Grace                                      | 18 marzo              |
| 12) Jorge Núñez                                       | 11 marzo              |
| 13) Jasmine Murray                                    | 11 marzo              |
| Stagione 9 (2010)                                     |                       |
| 1) Lee DeWyze                                         | Vincitore             |
| 2) Crystal Bowersox                                   | 26 maggio             |
| 3) Casey James                                        | 19 maggio             |
| 4) Michael Lynche                                     | 12 maggio             |
| 5) Aaron Kelly                                        | 5 maggio              |
| 6) Siobhan Magnus                                     | 28 aprile             |
| 7) Tim Urban                                          | 21 aprile             |
| 8) Katie Stevens                                      | 14 aprile             |
| 9) Andrew Garcia                                      | 14 aprile             |
| 10) Didi Benami                                       | 31 marzo              |
| 11) Paige Miles                                       | 24 marzo              |
| 12) Lacey Brown                                       | 17 marzo              |
| Stagione 10 (2011)                                    |                       |
| 1) Scotty McCreery                                    | Vincitore             |
| 2) Lauren Alaina                                      | 25 maggio             |
| 3) Haley Reinhart                                     | 19 maggio             |
| 4) James Durbin                                       | 5 maggio              |
| 5) Jacob Lusk                                         | 28 aprile             |
| 6) Casey Abrams                                       | 21 aprile             |
| 7) Stefano Langone                                    | 14 aprile             |
| 8) Paul McDonald                                      | 7 aprile              |
| 9) Pia Toscano                                        | 31 marzo              |
| 10) Naima Adedapo                                     | 24 marzo              |
| 11) Thia Megia                                        | 24 marzo              |
| 12) Karen Rodriguez                                   | 17 marzo              |
| 13) Ashthon Jones                                     | 10 marzo              |
| Stagione 11 (2012)                                    |                       |
| 1) Phillip Phillips                                   | Vincitore             |
| 2) Jessica Sanchez                                    | 23 maggio             |
| 3) Joshua Ledet                                       | 17 maggio             |
| 4) Hollie Cavanagh                                    | 10 maggio             |
| 5) Skylar Laine                                       | 3 maggio              |
| 6) Elise Testone                                      | 26 aprile             |
| 7) Colton Dixon                                       | 19 aprile             |
| 8) DeAndre Brackensick                                | 5 aprile              |
| 9) Heejun Han                                         | 29 marzo              |
| 10) Erika Van Pelt                                    | 22 marzo              |
| 11) Shannon Magrane                                   | 15 marzo              |
| 12) Jermaine Jones                                    | 15 marzo              |
| 13) Jeremy Rosado                                     | 8 marzo               |
| Stagione 12 (2013)                                    |                       |
| 1) Candice Glover                                     | Vincitore             |
| 2) Kree Harrison                                      | 16 maggio             |
| 3) Angie Miller                                       | 9 maggio              |
| 4) Amber Holcomb                                      | 2 maggio              |
| 5) Janelle Arthur                                     | 18 aprile             |
| 6) Lazaro Arbos                                       | 11 aprile             |
| 7) Burnell Taylor                                     | 4 aprile              |
| 8) Devin Velez                                        | 28 marzo              |
| 9) Paul Jolley                                        | 21 marzo              |
| 10) Curtis Finch, Jr.                                 | 14 marzo              |
| Stagione 13 (2014)                                    |                       |
| 1) Caleb Johnson                                      | Vincitore             |
| 2) Jena Irene                                         | 21 maggio             |
| 3) Alex Preston                                       | 15 maggio             |
| 4) Jessica Meuse                                      | 8 maggio              |
| 5) Sam Woolf                                          | 1 maggio              |
| 6) C.J. Harris                                        | 24 aprile             |
| 7) Dexter Roberts                                     | 17 aprile             |
| 8) Malaya Watson                                      | 10 aprile             |
| 9) Majesty Rose                                       | 27 marzo              |
| 10) MK Nobilette                                      | 20 marzo              |
| 11) Ben Briley                                        | 13 marzo              |
| 12) Emily Piriz                                       | 6 marzo               |
| 13) Kristen O'Connor                                  | 27 febbraio           |
| Stagione 14 (2015)                                    |                       |
| 1) Nick Fradiani                                      | Vincitore             |
| 2) Clark Beckham                                      | 13 maggio             |
| 3) Jax                                                | 12 maggio             |
| 4) Rayvon Owen                                        | 6 maggio              |
| 5) Tyanna Jones                                       | 29 aprile             |
| 6) Quentin Alexander                                  | 22 aprile             |
| 7) Joey Cook                                          | 11 aprile             |
| 8) Qaasim Middleton                                   | 8 aprile              |
| 9) Daniel Seavey                                      | 1 aprile              |
| 10) Adanna Duru                                       | 25 marzo              |
| 11) Maddie Walker                                     | 25 marzo              |
| 12) Sarina-Joi Crowe                                  | 12 marzo              |
| Stagione 15 (2016)                                    |                       |
| 1) Trent Harmon                                       | Vincitore             |
| 2) La'Porsha Renae                                    | 7 aprile              |
| 3) Dalton Rapattoni                                   | 6 aprile              |
| 4) Mackenzie Bourg                                    | 31 marzo              |
| 5) Sonika Vaid                                        | 24 marzo              |
| 6) Tristan Mclntosh                                   | 17 marzo              |
| 7) Lee Jean                                           | 10 marzo              |
| 8) Avalon Young                                       | 10 marzo              |
| 9) Gianna Isabella                                    | 3 marzo               |
| 10) Olivia Rox                                        | 3 marzo               |
| Stagione 16 (2018)                                    |                       |
| 1) Maddie Poppe                                       | Vincitore             |
| 2) Caleb Lee Hutchinson                               | 21 maggio             |
| 3) Gabby Barrett                                      | 21 maggio             |
| 4) Cade Fohener                                       | 13 maggio             |
| 5) Michael J. Woodard                                 | 13 maggio             |
| 6) Jurnee                                             | 6 maggio              |
| 7) Catie Turner                                       | 6 maggio              |
| 8) Dennis Lorenzo                                     | 29 aprile             |
| 9) Michelle Sussett                                   | 29 aprile             |
| 10) Ada Vox                                           | 29 aprile             |
| 11) Jonny Brenns                                      | 23 aprile             |
| 12) Marcio Donaldson                                  | 23 aprile             |
| 13) Garrett Jacobs                                    | 23 aprile             |
| 14) Mara Justine                                      | 23 aprile             |
| Stagione 17 (2019)                                    |                       |
| 1) Laine Hardy                                        | Vincitore             |
| 2) Alejandro Aranda                                   | 19 maggio             |
| 3) Madison VanDenburg                                 | 19 maggio             |
| 4) Laci Kaye Booth                                    | 12 maggio             |
| 5) Wade Cota                                          | 12 maggio             |
| 6) Jeremiah Lloyd Harmon                              | 5 maggio              |
| 7) Walker Burroughs                                   | 28 aprile             |
| 8) Alyssa Raghu                                       | 28 aprile             |
| 9) Dimitrius Graham                                   | 21 aprile             |
| 10) Uché Ndubizu                                      | 21 aprile             |
| 11) Evelyn Cormier                                    | 14 aprile             |
| 12) Ashley Hess                                       | 14 aprile             |
| 13) Eddie Island                                      | 14 aprile             |
| 14) Riley Thompson                                    | 14 aprile             |
| Stagione 18 (2020)                                    |                       |
| 1) Just Sam                                           | Vincitore             |
| 2) Arthur Gunn                                        | 17 maggio             |
| 3) Dillon James                                       | 17 maggio             |
| 4) Francisco Martin                                   | 17 maggio             |
| 5) Jonny West                                         | 17 maggio             |
| 6) Louis Knight                                       | 17 maggio             |
| 7) Julia Gargano                                      | 17 maggio             |
| 8) Grace Leer                                         | 10 maggio             |
| 9) Jovin Webb                                         | 10 maggio             |
| 10) Makayla Phillips                                  | 10 maggio             |
| 11) Sophia James                                      | 10 maggio             |
| Stagione 19 (2021)                                    |                       |
| 1) Chayce Beckham                                     | Vincitore             |
| 2) Willie Spence                                      | 23 maggio             |
| 3) Grace Kinstler                                     | 23 maggio             |
| 4) Casey Bishop                                       | 16 maggio             |
| 5) Caleb Kennedy                                      | 16 maggio             |
| 6) Arthur Gunn                                        | 9 maggio              |
| 7) Hunter Metts                                       | 9 maggio              |
| 8) Cassandra Coleman                                  | 2 maggio              |
| 9) Deshawn Goncalves                                  | 2 maggio              |
| 10) Alyssa Wray                                       | 2 maggio              |
| 11) Ava August                                        | 25 aprile             |
| 12) Brennan "Beane" Hepler                            | 25 aprile             |
| 13) Madison Watkins                                   | 25 aprile             |
| Stagione 20 (2022)                                    |                       |
| 1) Noah Thompson                                      | Vincitore             |
| 2) HunterGirl                                         | 22 maggio             |
| 3) Leah Marlene                                       | 22 maggio             |
| 4) Fritz Hager                                        | 15 maggio             |
| 5) Nicolina                                           | 15 maggio             |
| 6) Christina Guardino                                 | 8 maggio              |
| 7) Jay                                                | 8 maggio              |
| 8) Emyrson Flora                                      | 1 maggio              |
| 9) Lady K                                             | 1 maggio              |
| 10) Mike Parker                                       | 1 maggio              |
| 11) Tristen Gressett                                  | 24 aprile             |
| 12) Dan Marshall                                      | 17 aprile             |
| 13) Ava Maybee                                        | 17 aprile             |
| 14) Allegra Miles                                     | 17 aprile             |
| Stagione 21 (2023)                                    |                       |
| 1) Iam Tongi                                          | Vincitore             |
| 2) Megan Danielle                                     | 21 maggio             |
| 3) Colin Stough                                       | 21 maggio             |
| 4) Wé Ani                                             | 14 maggio             |
| 5) Zachariah Smith                                    | 14 maggio             |
| 6) Haven Madison                                      | 7 maggio              |
| 7) Warren Peay                                        | 7 maggio              |
| 8) Oliver Steele                                      | 7 maggio              |
| 9) Marybeth Byrd                                      | 30 aprile             |
| 10) Tyson Venegas                                     | 30 aprile             |
| 11) Lucy Love                                         | 23 aprile             |
| 12) Nutsa                                             | 23 aprile             |
| Stagione 22 (2024)                                    |                       |
| 1) Abi Carter                                         | Vincitore             |
| 2) Will Moseley                                       | 19 maggio             |
| 3) Jack Blocker                                       | 19 maggio             |
| 4) Emmy Russell                                       | 12 maggio             |
| 5) Triston Harper                                     | 12 maggio             |
| 6) Julia Gagnon                                       | 5 maggio              |
| 7) McKenna Faith Breinholt                            | 5 maggio              |
| 8) Kaibrienne                                         | 29 aprile             |
| 9) KAYKO                                              | 28 aprile             |
| 10) Mia Matthews                                      | 28 aprile             |
| 11) Jayna Elise                                       | 22 aprile             |
| 12) Roman Collins                                     | 22 aprile             |
| 13) Jordan Anthony                                    | 21 aprile             |
| 14) Nya                                               | 21 aprile             |

| Stagione        | Prima Sedia    | Seconda Sedia   | Terza Sedia       | Quarta Sedia   |
| --------------- | -------------- | --------------- | ----------------- | -------------- |
| Prima           | Randy Jackson  | Paula Abdul     | Simon Cowell      | N/A            |
| Seconda         | Randy Jackson  | Paula Abdul     | Simon Cowell      | N/A            |
| Terza           | Randy Jackson  | Paula Abdul     | Simon Cowell      | N/A            |
| Quarta          | Randy Jackson  | Paula Abdul     | Simon Cowell      | N/A            |
| Quinta          | Randy Jackson  | Paula Abdul     | Simon Cowell      | N/A            |
| Sesta           | Randy Jackson  | Paula Abdul     | Simon Cowell      | N/A            |
| Settima         | Randy Jackson  | Paula Abdul     | Simon Cowell      | N/A            |
| Ottava          | Randy Jackson  | Paula Abdul     | Simon Cowell      | Kara DioGuardi |
| Nona            | Randy Jackson  | Ellen DeGeneres | Simon Cowell      | Kara DioGuardi |
| Decima          | Randy Jackson  | Jennifer Lopez  | Steven Tyler      | N/A            |
| Undicesima      | Randy Jackson  | Jennifer Lopez  | Steven Tyler      | N/A            |
| Dodicesima      | Randy Jackson  | Mariah Carey    | Nicki Minaj       | Keith Urban    |
| Tredicesima     | Jennifer Lopez | Keith Urban     | Harry Connick Jr. | N/A            |
| Quattordicesima | Jennifer Lopez | Keith Urban     | Harry Connick Jr. | N/A            |
| Quindicesima    | Jennifer Lopez | Keith Urban     | Harry Connick Jr. | N/A            |
| Sedicesima      | Katy Perry     | Lionel Richie   | Luke Bryan        | N/A            |
| Diciassettesima | Katy Perry     | Lionel Richie   | Luke Bryan        | N/A            |
| Diciottesima    | Katy Perry     | Lionel Richie   | Luke Bryan        | N/A            |
| Diciannovesima  | Katy Perry     | Lionel Richie   | Luke Bryan        | N/A            |
| Ventesima       | Katy Perry     | Lionel Richie   | Luke Bryan        | N/A            |
| Ventunesima     | Katy Perry     | Lionel Richie   | Luke Bryan        | N/A            |

Il presentatore ufficiale è Ryan Seacrest (nella prima stagione era affiancato da Brian Dunkleman).

## Fasi del programma
American Idol è articolato in quattro fasi ben distinte:

### Audizioni
Durante questa fase, i giudici fanno tappa in diverse città americane passando in rassegna migliaia di aspiranti cantanti, di età compresa fra i 19 e i 28 anni (anche se nelle prime edizioni il limite era 24, poi aumentato per offrire una gamma più ampia di contendenti). I candidati scelti passeranno alla fase successiva.

### Settimana Hollywood
La settimana Hollywood consiste in un'ulteriore selezione dei candidati da parte dei giudici, sino a selezionare 24 contendenti (Top 24).

### Semifinali
Durante le semifinali, i ventiquattro contendenti si esibiscono durante uno show serale (dalla quarta stagione in poi, in due gruppi: maschi e femmine, i quali si esibiranno in serate separate). Sebbene al termine di ogni esibizione i giudici siano chiamati a esprimere un giudizio sul livello della performance, sta ai telespettatori decidere chi dovrà abbandonare il programma, tramite il televoto (effettuabile sia tramite telefono fisso che sms), aperto solamente nelle prime due ore successive alla fine di ogni serata. I concorrenti sapranno se dovranno lasciare la trasmissione in una terza serata. Alla fine di questa fase saranno dodici concorrenti (Top 12).

### Finali
Nella fase finale del programma, i concorrenti rimasti sono chiamati ad esibirsi in serate a tema, nelle quali devono scegliere canzoni inerenti al tema della settimana (un genere musicale, un periodo di storia della musica moderna ma anche un singolo cantante o gruppo). Ad assisterli nelle prove vengono chiamati artisti legati al tema della serata, che si esibiranno poi nella serata di eliminazione. In tale veste, hanno collaborato con Idol artisti del calibro dei Bee Gees, Gloria Estefan, Elton John, Stevie Wonder, Bon Jovi, Jennifer Lopez.

### Finalissima
Giungono alla finalissima del programma gli ultimi due concorrenti rimasti (Top 2). La finalissima si articola in due serate, (entrambe in scena al Kodak Theatre, il teatro dove avviene l'assegnazione degli Oscar): una prima durante la quale i due si esibiscono competitivamente, con il consueto giudizio dei giudici e una seconda nella quale si esibiscono artisti noti e, al termine della serata, viene svelato il nome del vincitore del programma: il nuovo American Idol.

#### Vincitori di American Idol
- Stagione 1 (2002): Kelly Clarkson
- Stagione 2 (2003): Ruben Studdard
- Stagione 3 (2004): Fantasia Barrino
- Stagione 4 (2005): Carrie Underwood
- Stagione 5 (2006): Taylor Hicks
- Stagione 6 (2007): Jordin Sparks
- Stagione 7 (2008): David Cook
- Stagione 8 (2009): Kris Allen
- Stagione 9 (2010): Lee DeWyze
- Stagione 10 (2011): Scotty McCreery
- Stagione 11 (2012): Phillip Phillips
- Stagione 12 (2013): Candice Glover
- Stagione 13 (2014): Caleb Johnson
- Stagione 14 (2015): Nick Fradiani
- Stagione 15 (2016): Trent Harmon
- Stagione 16 (2018): Maddie Poppe
- Stagione 17 (2019): Laine Hardy
- Stagione 18 (2020): Just Sam
- Stagione 19 (2021): Chayce Beckham
- Stagione 20 (2022): Noah Thompson
- Stagione 21 (2023): Iam Tongi
- Stagione 22 (2024): Abi Carter

I vincitori delle stagioni 1, 2, 3, 4, 5, 7 e 8 sono tutti del sud degli Stati Uniti. Jordin Sparks è invece del Southwest.
Il ventinovenne Taylor Hicks è il più vecchio fra gli Idol, mentre Jordin Sparks, di soli 17 anni, è la più giovane.

#### Altri concorrenti noti
- Jennifer Hudson (stagione 3), vincitrice del premio Oscar come migliore attrice non protagonista nel 2007.
- Chris Daughtry (stagione 5), cantante che ha raggiunto negli USA un buon successo.
- Katharine McPhee (stagione 5), ha ottenuto successo oltre che come cantante anche come attrice e modella.
- Adam Lambert (stagione 8), ha ottenuto un grande successo

## Distribuzione internazionale
- Canada: Crossroads Television System (dal 2015)[2]
- Italia: Sky Uno[3]

## Intercultura
Le audizioni di American Idol appaiono nel film Alvin Superstar - Nessuno ci può fermare